# Championnat du Venezuela de football 1983
Navigation
Saison 1982 Saison 1984
La saison 1983 du championnat du Venezuela de football est la vingt-septième édition du championnat de première division professionnelle au Venezuela et la soixante-troisième saison du championnat national. Les dix clubs sont regroupés au sein d'une poule unique où ils s'affrontent deux fois, à domicile et à l'extérieur. En fin de saison, il n'y a pas de relégation et les deux meilleurs clubs de Segunda A sont promus parmi l'élite.
C'est le club d'ULA Mérida qui remporte la compétition, après avoir terminé en tête du classement final, avec un seul point d'avance sur le Portuguesa FC et le Deportivo Italia. C'est le tout premier titre de champion du Venezuela de l'histoire du club.
Le Deportivo Galicia, septième du dernier championnat, ne participe pas au championnat cette saison. Il n'y a donc que dix clubs en lice cette saison.

## Les clubs participants
| - Deportivo Táchira - Deportivo Italia - Portuguesa FC - Atlético Zamora - Petroleros del Zulia | - Atlético San Cristóbal - Estudiantes de Mérida - Mineros de Guayana - Promu de Segunda A - UD Lara - ULA Mérida |

## Compétition
Le barème utilisé pour établir le classement est le suivant :
- Victoire : 2 points
- Match nul : 1 point
- Défaite : 0 point

### Classement
| Rang | Équipe                  | Pts | J  | G | N  | P  | Bp | Bc | Diff |
| ---- | ----------------------- | --- | -- | - | -- | -- | -- | -- | ---- |
| 1    | ULA Mérida              | 25  | 18 | 9 | 7  | 2  | 22 | 12 | +10  |
| 2    | Portuguesa FC           | 24  | 18 | 7 | 10 | 1  | 27 | 14 | +13  |
| 3    | Deportivo Italia        | 24  | 18 | 8 | 8  | 2  | 26 | 14 | +12  |
| 4    | Deportivo Lara          | 21  | 18 | 8 | 5  | 5  | 16 | 14 | +2   |
| 5    | Atlético Zamora         | 20  | 18 | 6 | 8  | 4  | 28 | 20 | +8   |
| 6    | Atlético San CristóbalT | 16  | 18 | 5 | 6  | 6  | 19 | 15 | +4   |
| 7    | Deportivo Táchira       | 15  | 18 | 4 | 7  | 7  | 22 | 25 | -3   |
| 8    | Estudiantes de Mérida   | 14  | 17 | 3 | 8  | 6  | 14 | 21 | -7   |
| 9    | Petroleros de Zulia     | 13  | 18 | 4 | 5  | 9  | 10 | 25 | -15  |
| 10   | Mineros de GuayanaP     | 6   | 16 | 1 | 4  | 13 | 15 | 39 | -24  |

|  | Qualification pour la Copa Libertadores 1984 |
|  | T : Tenant du titre P : Promu de Segunda A   |

## Bilan de la saison
| Championnat du Venezuela de football 1983 |                        |
| Champion                                  | ULA Mérida (1er titre) |
| Coupes et trophées                        |                        |
| Vainqueur de la Coupe du Venezuela 1983   | Non disputée           |
| Qualifications continentales              |                        |
| Copa Libertadores 1984                    | ULA Mérida             |
| Copa Libertadores 1984                    | Portuguesa FC          |
| Promotions et relégations                 |                        |
| Promus en Primera División                | Deportivo Carabobo     |
| Relégués en Segunda A                     | Aucun                  |